# 苗場翔
苗場 翔（なえば しょう、1962年 - ）は、日本のプログラマ、作家、IT系エンジニアである。
所属：VFX-JAPAN / 情報システム学会 / ピコリックス・デザイン
2020年現在、『時空の神宝』の続編の執筆とフリーウェアのSMAILのバージョンアップ活動を行っている。

## 来歴
京都府出身。宇治在住。遺伝学専攻。医療機器メーカーにて新素材研究開発に従事し、電機メーカーで制御器系システム開発を経てIT系マルチエンジニアである。
1972年に京都府学校芸術祭教育美術展奨励賞、1983年に工学社プログラムコンテスト優秀賞を受賞。
1998年にWindows用のコマンドライン送信専用の電子メールクライアントSMAILを開発し多くの企業のシステムに組み込まれ利用されている。
2008年にバーチャル宇治源氏物語千年記のアバター製作、写真展のリリースに参画。
2020年にピコリックス・デザインよりSF小説、『時空の神宝』を発表。まんがびとより『システムエンジニア視点でのデザイン思考』刊行している。

## 書籍
- 時空の神宝（ピコリックス・デザイン、2020年3月24日発行） ISBN 978-4-99-113970-3
- システムエンジニア視点でのデザイン思考（まんがびと、2020年9月18日発行）

## フリーウェア
- SMAIL（初版1998年リリース）